# Pizzo Poris
Il Pizzo Poris (2.712 m s.l.m) è una montagna delle Alpi Orobie, a cavallo tra la Val Brembana e la Val Seriana, in Provincia di Bergamo.

## Descrizione
Il Poris è una delle vette che fanno da cornice alla conca del Rifugio Calvi, insieme al Monte Aga, Pizzo del Diavolo, Monte Grabiasca, Monte Madonnino e Monte Cabianca. In particolare è situato a nord del Monte Grabiasca (al quale è collegato da una cresta rocciosa) e a sud del Pizzo del Diavolo di Tenda, dal quale è separato dal Passo di Valsecca; su quest'ultimo si erge con pareti e creste quasi verticali, che donano imponenza alla montagna.
Con i suoi 2.712 m è leggermente più alto del suo dirimpettaio Grabiasca (2.705 m). Dalla vetta si gode di una bella visuale sui vicini Pizzo del Diavolo e Diavolino, sulla sottostante conca, sul massiccio Redorta - Scais, sulle vette della Val Seriana e sui più lontani Disgrazia e Adamello.

## Accessi

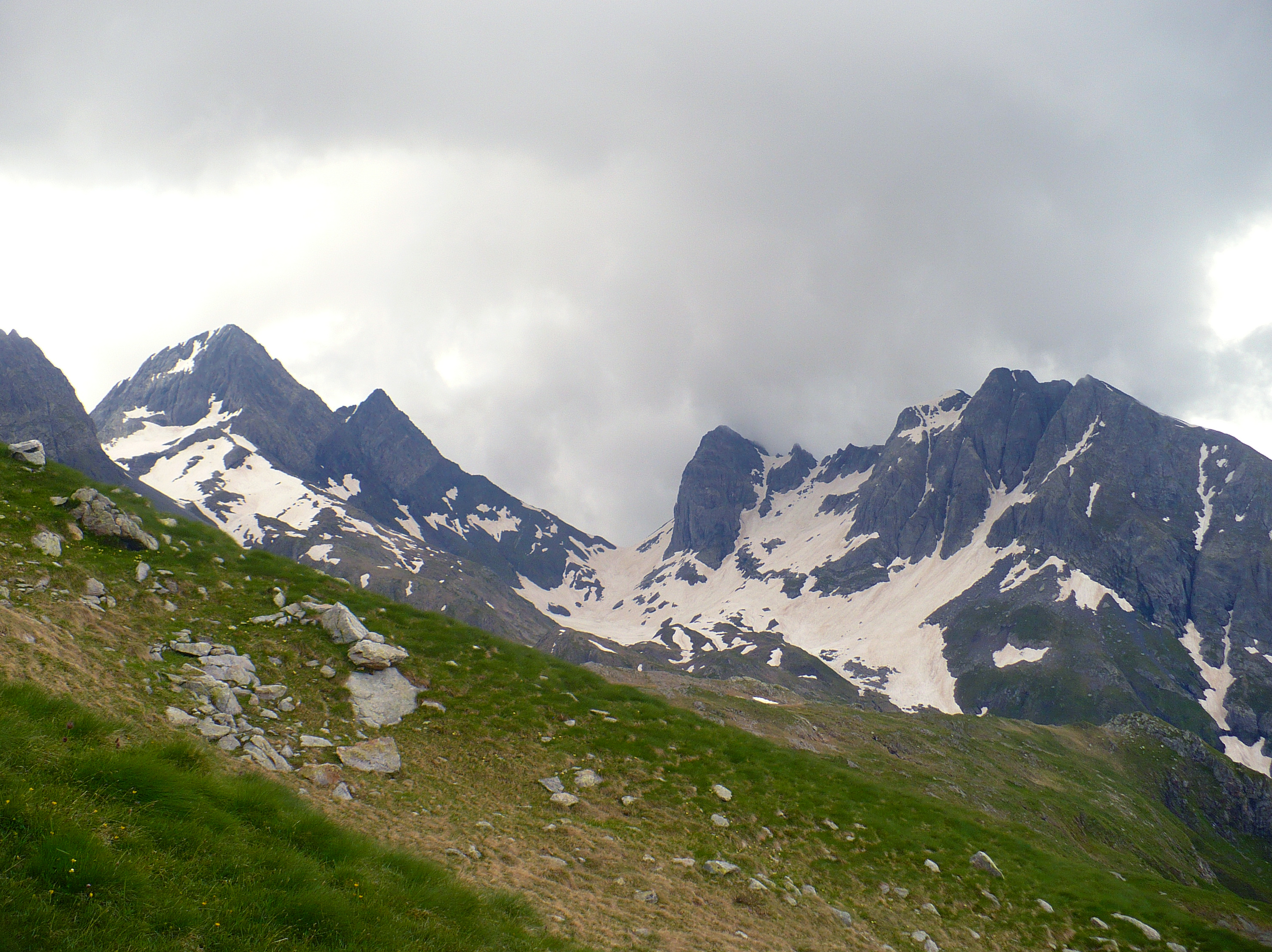
Da sinistra a destra: Pizzo del Diavolo di Tenda, Diavolino, Passo di Valsecca, Pizzo Poris e Monte Grabiasca

Il percorso più breve per raggiungerlo parte da Carona e richiede buon allenamento, in quanto sono necessarie circa 5 ore di salita. Si deve raggiungere il Rifugio Calvi tramite il sentiero 210, e proseguire verso il Passo di Valsecca sul sentiero 225. A questo punto ci sono 2 alternative:
- Risalire il vallone tra Poris e Grabiasca puntando all'intaglio più a nord. Arrivati in cresta la si percorre verso sinistra e per roccette si guadagna la croce di vetta, dopo aver percorso circa 1600 m di dislivello (difficoltà I grado).[1]
- Attraversare il Passo di Valsecca, piegare a destra e prendere una traccia (segnalata) che risale il versante est. Si procede poi per facili roccette seguendo i bolli e gli ometti, fino ad arrivare in vetta.[2]

Si può raggiungere il Poris anche partendo dalla Val Seriana, percorrendo il sentiero 255 per il Passo di Valsecca che parte da Grabiasca, frazione di Gandellino. Lo si segue per quasi tutta la sua lunghezza, abbandonandolo solo al segnale della traccia di risalita da est, che è in comune con la seconda alternativa precedentemente descritta. Questo itinerario richiede circa 6 ore di cammino per superare un dislivello di circa 2000 m.
Sulle rocce del versante nord sono anche presenti varie vie alpinistiche.